# Monastyr Krzyża Świętego w Podkamieniu
Monastyr Krzyża Świętego (ukr. Монастир походження дерева Хреста Господнього), także: kościół pw. Wniebowzięcia Najświętszej Panny Marii i klasztor oo. dominikanów, kościół i klasztor Pochodzenia Drzewa Krzyża Pańskiego – zabytkowy zespół w Podkamieniu, jeden z najwspanialszych barokowych zabytków w rejonie brodzkim w obwodzie lwowskim w Ukrainy. Hrabia Ewaryst Andrzej Kuropatnicki w wydanej po raz pierwszy w 1786 r. „Geografii (...) Galicyi i Lodomeryi” przy opisie Podkamienia notował: ...nad miastem kościół i klasztor XX. Dominikanów, w którym cudowny obraz Matki Boskiej rzymskiemi koronami koronowany. (...) Klasztor wspaniały generalny, w którym bywał nowicyat, i wszystkie nauki. Zakonne osoby po zakończonych professoryi przez długie lata pracach, tu się doktorowały, równie jako i w klasztorze lwowskim niegdyś generalnym. Tu był ufundowany konwikt dla szlachty za staraniem JX. Russyana i od familii jegoż; a przeto wielu ze szlachty edukowanej  w tym konwikcie habit i życie zakonne przyjmowało.
Wcześniej zespół nazywany był Ruską, czyli Podolską Częstochową. Obecnie monaster należy do greckokatolickiego zakonu studytów.

## Historia

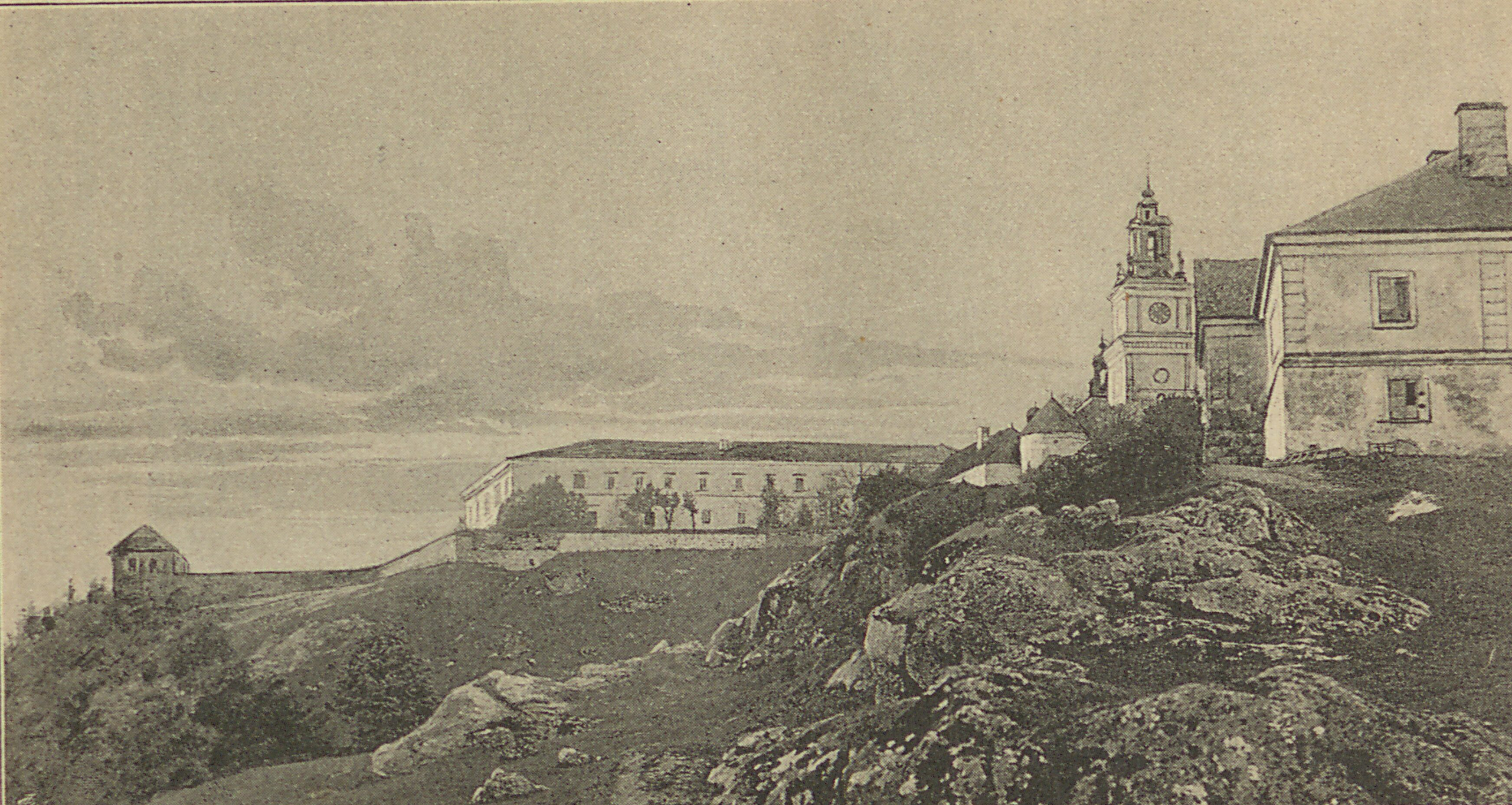
Widok przed 1892

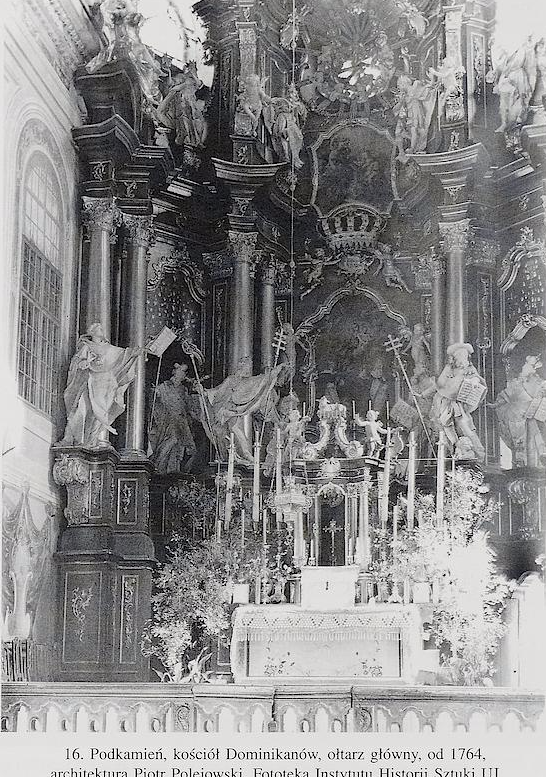
Ołtarz główny, zniszczony przez bolszewików

### Okres rzymskokatolicki
Kościół i klasztor oo. dominikanów zostały zbudowane na miejscu zamku Piotra z Żabokruk Cebrowskiego. Fundator udał się na pielgrzymkę do Rzymu, gdzie postarał się o dyplom odpustu dla nowej swej fundacji.
W 1612 poczęto murować kościół oraz klasztor. Fundatorem tej budowli został ówczesny właściciel Podkamienia Baltazar Cetner. W sierpniu 1635 wybudowana została cegielnia. Prawdopodobnie w 1635 roku rozpoczęto budowę kościoła, który zastąpił świątynię, ufundowaną przez B. Cetnera. 26 marca 1643 nowy przeor o. Hippolit Zaklika wysłał do Lwowa brata Kandyda, by sprowadził zdolnych murarzy i budowniczych dla prowadzenia murów klasztoru oraz urządzenia mieszkania dla zakonników, którzy w domkach drewnianych mieszkali. Kolejnemu właścicielowi Podkamienia, Akeksandrowi Cetnerowi, który mało łożył na budowę, plan budowli nie podobał się i on radził mury rozebrać. Jednak dominikanie uznali niegodność tej rady. Biskup bakowski Armand Wiktoryn Cieszejko 15 maja 1695 za zezwoleniem kapituły łuckiej konsekrował odbudowany kościół wraz z czterema głównymi ołtarzami. 9 lipca 1702 r. przeor zawarł układ z Janem Rostafińskim, snycerzem, i Kazimierzem Dzieckowiczem, stolarzem, w celu wystawienia nowego ołtarza w kaplicy św. Dominika. Horodyszcze, Nosowce oraz Hniezdyczna byli własnością klasztoru.
Zbigniew Hornung, którzy przypisał wystrój kościoła w Podkamieniu Fabianowi Fesingerowi, uważał, iż Franciszek Olędzki był autorem rzeźb w kościele w Buczaczu, oraz w Beresteczku i Łopatynie. Jednak Jan K. Ostrowski twierdził, że zespół dekoracji figuralnych kościoła w Podkamieniu (oraz w Beresteczku i Łopatynie) ma rozwiązanie kompozycyjne odmienne od znanego w tzw. „kręgu buczackim”.
Przy kościele jest kaplica Cetnerów pw. św. Dominika.
- Paweł Giżycki, polski architekt baroku, malarz, dekorator, jezuita, brał udział w dekoracji przebudowywanej wieży kościoła dominikanów w Podkamieniu w roku 1760[18].
- Ks. Sadok Barącz przez wiele lat był przeorem klasztoru.
- W krypcie rodzinnej Cetnerów został pochowany Mikołaj Cetner w 1644[7], zostało pochowane ciało Stefana Aleksandra Potockiego[19].

Miejsce zbrodni dokonanej między 12 a 16 marca 1944 roku przez ukraiński pododdział UPA na kilkuset Polakach.

## Opis
W kościele znajdował się cudowny obraz Najświętszej Marii Panny.
Na ścianach i sklepieniach kościoła zachowały się resztki polichromii wykonanych ok. 1766 przez lwowskiego malarza Stanisława Stroińskiego. Do najlepiej zachowanych należy przedstawienie Nawiedzenia Elżbiety przez Marię. Jeszcze większą wartość ma południowa kaplica św. Dominika (mauzoleum Cetnerów herbu Przerowa), której wnętrze i tambur kopuły pokrywa dekoracja stiukowa. Bogatą dekorację z przeważającymi motywami roślinnymi, głównie bardzo plastycznymi kiściami owoców, wykonał włoski sztukator Giovanni Battista Falconi ok. 1648 roku. Wysokiej klasy dekoracja jest jednym z najlepszych dzieł artysty działającego na terenie południowo-wschodniej i centralnej Rzeczypospolitej. Nie zachowało się bogate wyposażenie rzeźbiarskie – cenny zabytek sztuki – wykonane przez czołowych rzeźbiarzy lwowskich: Piotra Polejowskiego, Sebastiana Fesingera i Antoniego Osińskiego.